# کاراووا
کاراووا (به لاتین: Karawwa) یک منطقهٔ مسکونی در سری‌لانکا است که در استان ساباراگامووا واقع شده‌است.